# Side of a Bullet
Side of a Bullet – siódmy singel kanadyjskiego zespołu rockowego Nickelback, pochodzący z piątego studyjnego albumu All the Right Reasons. Utwór został zamieszczony na ósmej pozycji na krążku, trwa 2 minuty i 58 sekund i jest najkrótszym utworem znajdującym się na płycie (nie licząc coveru grupy Queen „We Will Rock You”). Singel ukazał się jedynie w Stanach Zjednoczonych w formacie digital download. Tekst do utworu napisał wokalista grupy Chad Kroeger, który jest także współkompozytorem utworu.

## Znaczenie tekstu
Tekst utworu jest wyrazem uznania dla tragicznie zmarłego muzyka grupy Pantera, Dimbega Darella, który został zamordowany podczas koncertu w mieście Columbus 8 grudnia 2004 roku. Tekst piosenki skupia się na Jego śmierci. To ma miejsce w alternatywnym wszechświecie gdzie morderca wciąż żyje i Chad Kroeger planuje swoją zemstę.
Utwór utrzymany jest w mocnym heavymetalowym brzmieniu, opartym o potężne riffy gitarowe, oraz agresywny wokal Kroegera, który poprzez takie wykonane, próbuje wyładować swój gniew oraz emocje związane ze śmiercią muzyka. Brat Darella, Vincent Paul Abbott, postanowił przesłać Kroegerowi kilka niewykorzystanych partii gitarowych swego brata. I tak w utworze zostało wykorzystane solo gitarowe Darella, pochodzące z sesji nagraniowej do płyty „Far Beyond Driven”. Początkowo zespół chciał także aby na perkusji w tym utworze zagrał Vincent Paul Abbott, jednak odmówił, tłumacząc że Daniel Adair, zagrał naprawdę dobrze. Darell współpracował wcześniej z zespołem Nickelback, przy okazji nagrywania krążka „The Long Road” w 2003 roku. Wystąpił wtedy gościnnie w utworze w utworze „Saturday Night’s Alright (For Fighting)”, który jest coverem utworu Eltona Johna. Utwór, poprzez swoje potężne brzmienie, jest jednym z najcięższych utworów, w dorobku zespołu.
Utwór dotarł do 7 miejsca na liście Mainstream Rock Tracks. Utwór podobnie jak i poprzedni singel „Animals”, emitowany był jedynie w stacjach radiowych w Stanach Zjednoczonych.

## Utwór na koncertach
Utwór grany był na żywo, przez cały okres trwania trasy „All the Right Reasons Tour” na przełomie 2006 i 2007 roku. Przed wykonaniem utworu na koncertach, na telebimie wyświetlany był zawsze krótki wywiad z Darrellem, a w trakcie trwania utworu było puszczane z taśmy solo gitarowe. Wokalista i gitarzysta rytmiczny Chad Kroeger przyznał, że zawsze kiedy śpiewa ten utwór, w rzeczywistości czuje że Darell jest wciąż obecny. Utwór został zarejestrowany, i trafił na drugą koncertową płytę zespołu, „Live from Sturgis 2006”, która została wydana 2 grudnia 2008 roku.

## Lista utworów na singlu
| Nr |  | Tytuł              | Tekst        | Muzyka     | Długość |
| -- |  | ------------------ | ------------ | ---------- | ------- |
| 1. |  | „Side of a Bullet” | Chad Kroeger | Nickelback | 2:58    |
|    |  |                    |              |            |         |

## Twórcy
Nickelback
- Chad Kroeger – śpiew, gitara rytmiczna, produkcja
- Ryan Peake – gitara prowadząca, wokal wspierający
- Mike Kroeger – gitara basowa
- Daniel Adair – perkusja, wokal wspierający

Muzycy sesyjni
- Dimebag Darrell – gitara solowa (archiwalne solo)

Produkcja
- Nagrywany: Luty – Wrzesień 2005 roku w studiu „Mountain View Studios” w Abbotsford (Kolumbia Brytyjska)
- Producent muzyczny: Chad Kroeger, Joe Moi
- Realizator nagrań: Chad Kroeger, Joe Moi
- Mastering: Ted Jensen w „Sterling Sound”
- Miks: Mike Shipley w „The Warehouse Studios” w Vancouver
- Asystent inżyniera dźwięku: Zach Blackstone
- Obróbka cyfrowa: Joe Moi, Ryan Andersen
- Koordynator prac albumu: Kevin Zaruk

Pozostali
- Manager: Bryan Coleman
- Aranżacja: Chad Kroeger, Ryan Peake, Mike Kroeger, Daniel Adair, Dimebag Darrell
- Tekst piosenki: Chad Kroeger
- Zdjęcia: Richard Beland
- Zdjęcia w studio: Kevin Estrada
- Wytwórnia: Roadrunner Records
- Pomysł okładki: Nickelback

## Notowania
| Lista                                 | Najwyższa pozycja |
| ------------------------------------- | ----------------- |
| U.S. Billboard Mainstream Rock Tracks | 7                 |